# Wiekowo Wąskotorowe
Wiekowo Wąskotorowe – przystanek osobowy(Gnieźnieńska Kolej Wąskotorowa) w Wiekowie, w województwie wielkopolskim, w Polsce. Oddany do użytku w 1897 roku w związku z uruchomieniem linii Witkowo-Powidz. Znajdowała się tutaj również ładownia. Długość użyteczna ładowni wynosiła 77,3 m. Pierwszy rozjazd rozebrano w 1989 roku, kolejny we wrześniu 2000 roku.

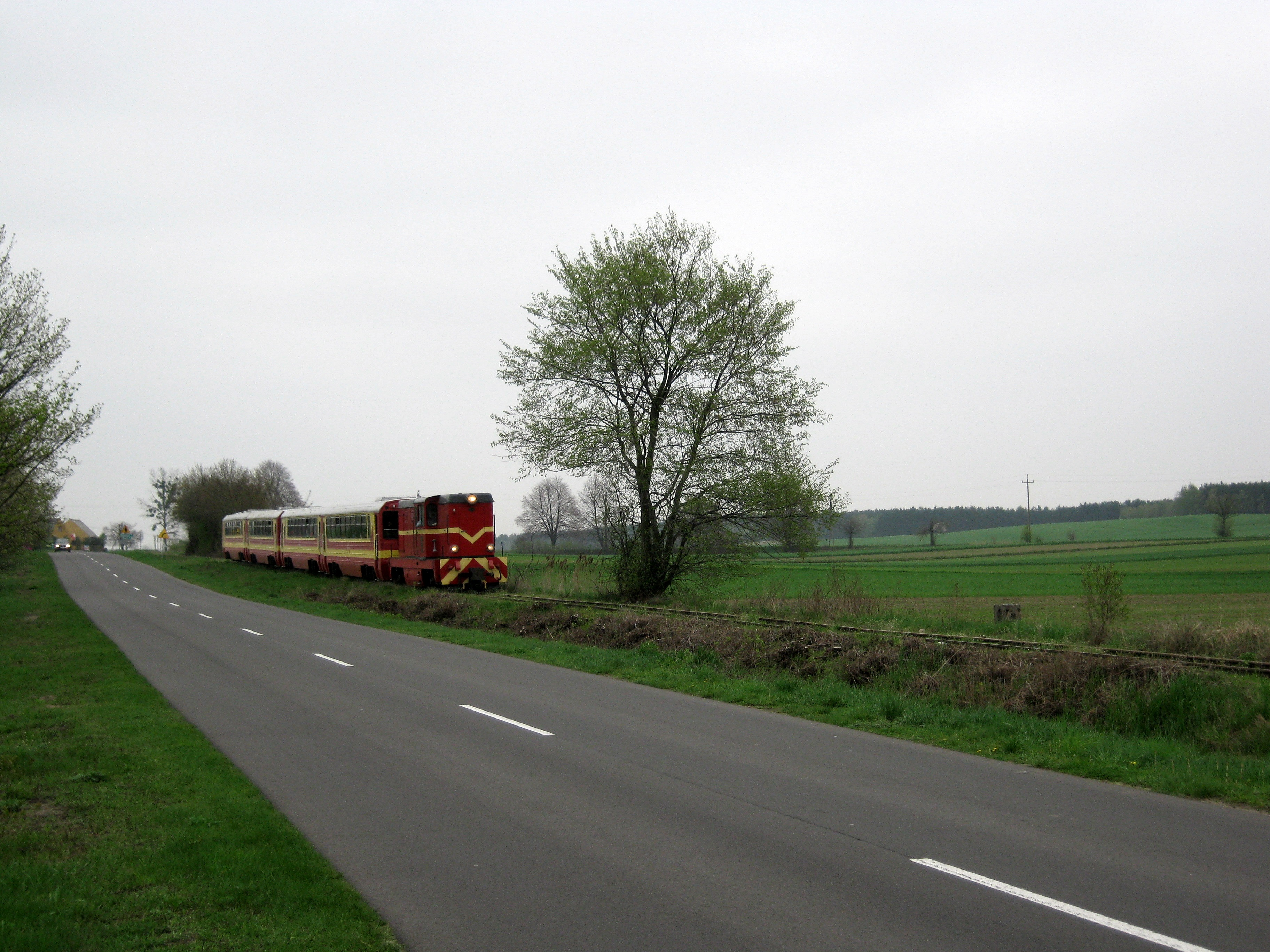
Lxd2-369 w Wiekowie

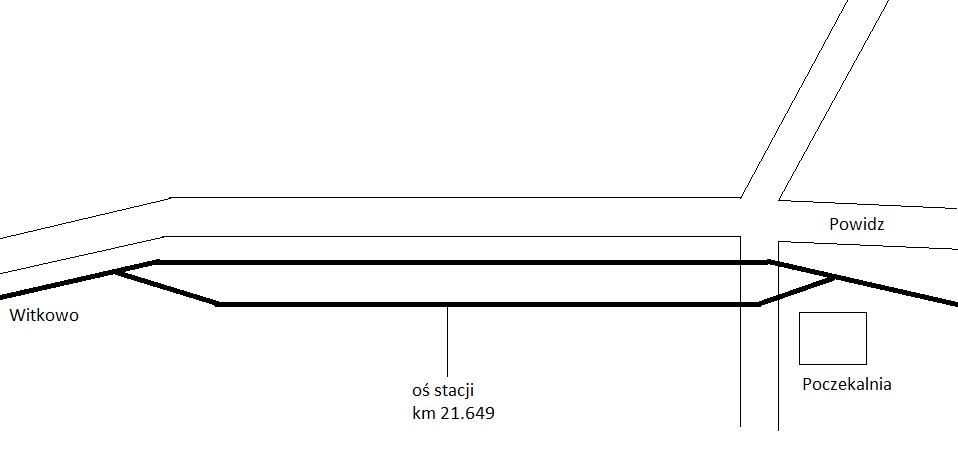
Szkic przystanku osobowego i ładowni Wiekowo, 01.01.1958 r.